# Belfius
Belfius Bank & Verzekeringen, tot 1 maart 2012 bekend onder de naam Dexia België, is een Belgische bankverzekeringsgroep gevestigd te Brussel. De naam Belfius werd samengesteld uit de termen België, financiën en het Engelse woord us (wij).
Belfius werd opgericht als een commerciële naamloze vennootschap en richt zich op de lokale markt. Het ontstond na de ontmanteling van de Dexia-groep, waartoe het tot 10 oktober 2011 behoorde. De bank werd door de Belgische overheid voor vier miljard euro gekocht.

## Activiteiten
De belangrijkste activiteiten van Belfius zijn het verstrekken van krediet aan de publieke sector, het verlenen van financiële diensten aan particulieren en bedrijven en het afsluiten van verzekeringen.
Op 31 december 2022 was Belfius de op één na grootste retail bank-verzekeraar in het land. Het telt meer dan 3,8 miljoen klanten en zo'n 30% van de Belgische bevolking is klant bij Belfius.
In 2022 had Belfius een balanstotaal van € 180 miljard, waarvan zo'n 100 miljard euro op bank- en spaarrekeningen staat. De inkomsten bedroegen bijna € 3 miljard, waarvan iets meer dan de helft aan netto rente-inkomsten. De opbrengsten van verzekeringen maakte net geen 20% uit van de totale inkomsten.

### Bedrijven binnen de Groep
- Belfius Insurance - verzekeringen, vanaf 2023 inclusief Corona en DVV verzekeringen
- Crefius - hypotheken[4]
- Belfius Lease - leasemaatschappij
- Belfius Autolease - auto leasemaatschappij
- Belfius Lease Services - financiële leasing en renting van professionele uitrustingsgoederen aan ondernmers
- Belfius Commercial Finance - factoring
- Belfius Investment Partners - administratie en beheer van investeringsfondsen

### Participaties
- Belfius heeft nog steeds 17,8% van de aandelen van Vdk bank in handen.
- Batopin (Belgian ATM Optimisation Initiative) een Belgische NV die voor de vier grootbanken het park van geldautomaten zal uitbaten en beheren onder een nog te bepalen neutrale naam

## Bestuur
Jos Clijsters werd op 5 september 2011 benoemd tot voorzitter van het directiecomité en bestuurder van Dexia Bank België, de toenmalige naam van Belfius.
Op 24 november 2011 werd bekend dat Alfred Bouckaert door het kernkabinet voorgesteld werd als voorzitter van de raad van bestuur van Dexia Bank België.
In juni 2013 nam Alfred Bouckaert ontslag als voorzitter van de raad van bestuur, officieel om persoonlijke redenen maar het feit dat Alfred Bouckaert een rol zou spelen in een fraudedossier bij Crédit Lyonnais Belgium zou een rol gespeeld hebben.
Op 1 januari 2014 werd Jos Clijsters benoemd tot voorzitter van de raad van bestuur van Belfius Bank & Verzekeringen. Als voorzitter van het directiecomité werd Jos Clijsters opgevolgd door Marc Raisière, die toen CEO van Belfius Insurance was.
Op 15 januari 2021 besliste de federale regering dat Jos Clijsters als voorzitter van de raad van bestuur zal opgevolgd worden door Chris Sunt. Het mandaat van Marc Raisière als voorzitter van het directiecomité werd tegelijkertijd met 4 jaar verlengd.

## Geplande privatisering en beursgang
In 2017 besliste de Belgische regering Belfius (gedeeltelijk) te privatiseren, ofwel via een beursgang, ofwel via een verkoop van een deel van de bank aan een strategische investeerder. Dit wordt gezien als een oplossing voor het Arco-dossier.
Critici veroordelen de beslissing. Zij brengen aan dat een verkoop de diversiteit in het banklandschap zal verminderen en de nationale verankering van de bank in het gevaar brengt, en dat een publieke bank een meerwaarde voor de nationale economie is.
De bank is tot dusver nog niet geprivatiseerd. Redenen die genoemd worden zijn de zeer volatiele markten en lage rente, en politiek getouwtrek.

## Gebouwen
Anno 2012 had de bank drie hoofdgebouwen in Brussel: de Rogiertoren, het Pachecogebouw en het Galileigebouw. In het voorjaar van 2018 zijn zowel het Pachecogebouw als het Galileigebouw vrijgemaakt voor nieuwe huurders. Voor het Pachecogebouw is dit de Dienst Vreemdelingenzaken en voor het Galileigebouw is dit het RIZIV.

## Sponsoring
Belfius Bank en Verzekeringen was tot het seizoen 2013-2014 de belangrijkste sponsor van voetbalteam Club Brugge. Op 12 september 2018 maakten Club Brugge en Belfius bekend dat het oefencomplex in Westkapelle, nabij Knokke-Heist, de naam Belfius Basecamp zou krijgen. Op die dag werd de eerste steen gelegd. Op 17 juni 2019 werd het nieuwe oefencomplex in gebruik genomen. De feestelijke opening voor het publiek vond plaats op 11 september 2019.
Op 25 juni 2019 kondigde voetbalploeg RSC Anderlecht aan dat de jeugdacademie te Neerpede vanaf dan de naam 'RSCA Belfius Academy' zou krijgen. De samenwerking tussen RSCA en de Belfius-groep werd in april 2020 uitgediept toen de voetbalclub na 40 jaar andere shirt-sponsors kreeg: DVV, een merk van Belfius Insurance, en Candriam
De bank sponsort basketbalteam Belfius Mons-Hainaut (mannen), basketbalteam BC Namur Capitale (dames) en voetbalclub Châtelet SC.
Op 1 november 2017 werden Belfius en Candriam voor de volgende zeven jaren de hoofdsponsors van de Koninklijke Belgische Hockey Bond.
De bank sponsort elk jaar de Belfius Classics, een wedstrijd in muziek en woordkunst voor leerlingen van Belgische gemeentelijke academies in het deeltijds kunstonderwijs.
Belfius organiseert jaarlijks de Persprijzen Belfius, een reeks jaarlijkse persprijzen voor de beste artikels of artikelenreeksen, audiovisuele reportages en foto’s die tijdens het voorbije jaar in de Belgische media gepubliceerd of verspreid werden.

## Belfius Collectie

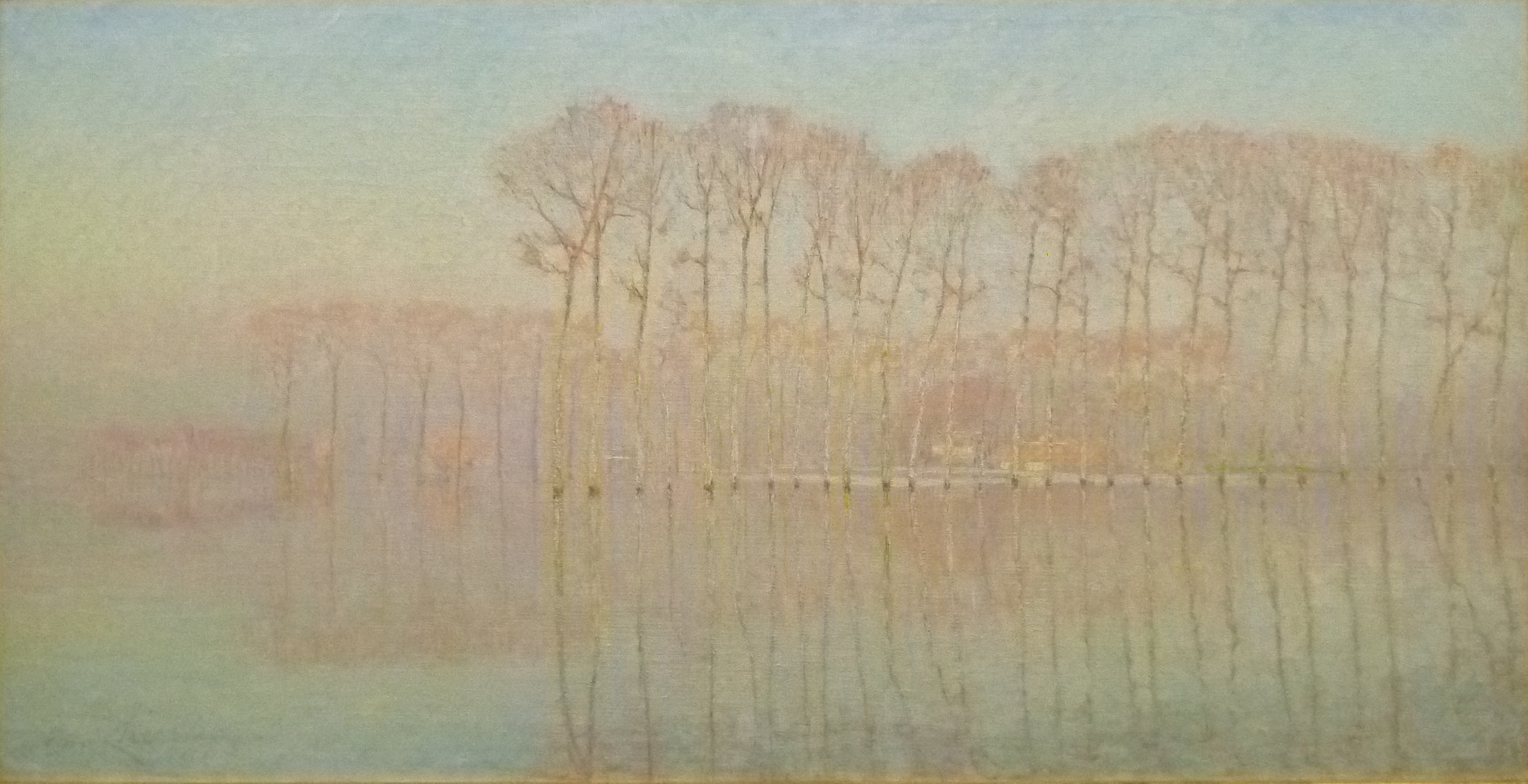
De overstroming 1892, door Emile Claus (1849-1924); Belfius Collectie, Brussel

Belfius is de eigenaar van de Belfius Collectie, een collectie van meer dan 4500 kunstvoorwerpen. Deze verzameling kwam tot stand door samenvoeging van het kunstbezit van het voormalige Gemeentekrediet, Paribas België en Bacob. De collectie is in beperkte mate voor het publiek toegankelijk in haar hoofdzetel te Brussel.